# Mauser
Mauser is een historisch Duits merk van wapens en motorfietsen.

## Begin
De Mauser-Werke werden in 1872 door de gebroeders Wilhelm en Peter-Paul Mauser gesticht op het terrein van een voormalig Augustijnenklooster in Oberndorf am Neckar, groothertogdom Baden. Peter-Paul ontwikkelde het repeteergeweer Mod.71/84 dat door al de legers van het Duitse Keizerrijk als standaardwapen werd aangenomen. De koning van Württemberg heeft hem er zelfs voor in de adelstand verheven en heette hij vanaf 1912: Paul von Mauser. In het jaar waarin de Eerste Wereldoorlog uitbrak stierf hij. In die oorlog waren Mauser-geweren veelvuldig op de slagvelden aanwezig. Niet alleen Duitse, ook Belgische en Turkse troepen waren ermee bewapend. Ook de Boeren in Zuid-Afrika hadden in hun conflict met de Britten, anderhalf decennium eerder, goede ervaringen opgedaan met de Mausers. Amerika verwierf de licentierechten voor het Mausersysteem, dat de basis vormde voor het geweer Springfield M.1903. De Duitse cavalerie was in de Eerste Wereldoorlog uitgerust met een Mauserkarabijn (aangeduid als 98a). Een oorlog later was de, vanaf 1935 gemoderniseerde karabijn, genoemd Mauser Karabiner 98k, het wapen dat voor elke Duitse soldaat Soldatenbraut zou zijn.

## Motorfietsen

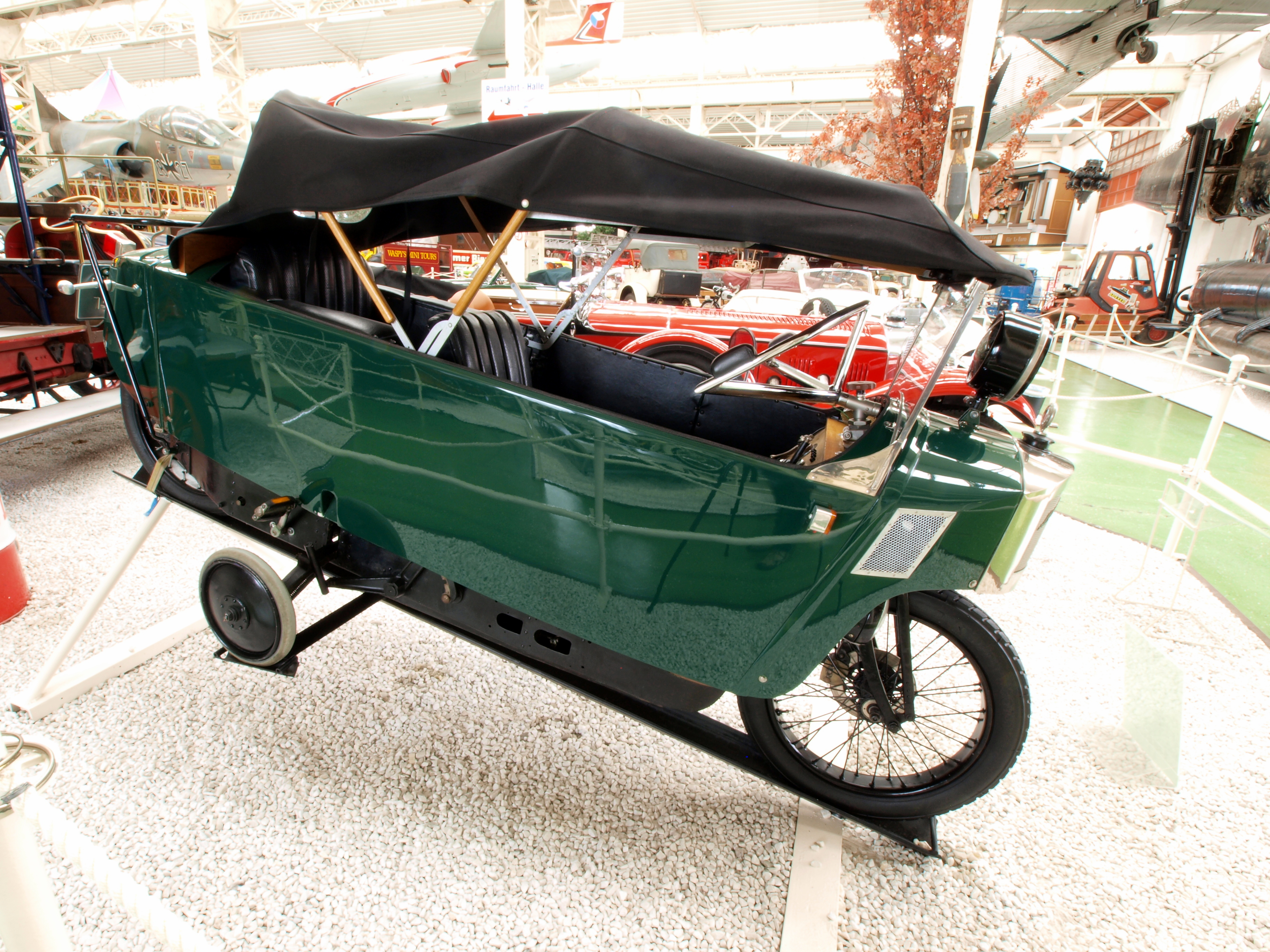
Mauser Einspurauto uit 1928

Door het Verdrag van Versailles van 1919 werd de productie van wapens in de Republiek van Weimar sterk aan banden gelegd. De Mauser-Werke gingen over op het vervaardigen van andere artikelen en zo kwam het in 1922 onder andere tot de oprichting van de 'Mauser-Werke AG Abteilung Fahrzeugbau, Oberndorf/Neckar'. De motorfietsen van Mauser waren als "Mauser-Einspurauto" bekend. De machine was in 1920-1921 ontwikkeld door de Duitse constructeur Gustav Winkler, die zelf geen productiemogelijkheden had. Wapenfabriek Mauser had die wel.
De Einspurauto's hadden een carrosserie, een deur en aan beide zijden steunwielen. Ze werden aangedreven door watergekoelde 510- en 576cc eencilinders. Deze bijzondere constructie werd uiteraard niet veel verkocht en in 1926 zag Mauser er geen been meer in. Winkler bouwde de machines nog enkele jaren zelf.

## Omvang
De Mauser-Werke groeiden na de Machtübernahme door de nazi's in 1933 uit tot een industriecomplex waar 10.000 arbeiders werkten. Overigens zou in het laatste jaar van de Tweede Wereldoorlog meer dan de helft hiervan niet uit Duitsland afkomstig zijn. Er is sprake van 5700 Fremdarbeiter die in het kader van de Arbeitseinsatz in Oberndorf tewerkgesteld zouden zijn geweest. Naast Oberndorf omvatte het concern nog nevenvestigingen in Berlijn-Wittenau en in Karlsruhe.

## Producten
Er werd door Mauser in de Tweede Wereldoorlog een verscheidenheid aan oorlogstuig geproduceerd, waaronder de vertrouwde karabijnen en het verouderde broomhandle-pistool Mauser C96 (automatisch). Modernere wapens rolden in Oberndorf ook van de band, zoals het 20 mm-geschut dat als (Vierling-)Flak werd ingezet, onder andere bij de fabriek zelf, maar dat tevens -elders- in pantserwagens kon worden ingebouwd. Mauser produceerde daarnaast de vliegtuigmitrailleurs MG81 en MG151. Naast de Kar 98k rolde er nog het modernere geweer Selbstlader Mod.41 van de band. Vlammenwerpers behoorden eveneens tot het arsenaal, net als het antitankwapen Panzerbüchse 41. Daarbij vervaardigde men ook nog precisie-meetapparatuur en rekenmachines.

## Einde
De vestiging in Berlijn-Wittenau aan de Eichborndamm en het nabijgelegen Ausländerlager in de Triftstraße bij Borsigwalde vielen op 22 april 1945 in handen van het Rode Leger. De fabriek werd vrijwel onmiddellijk door de Sovjets leeggehaald. Dit lot trof ook de noodvestigingen in Zwönitz in het Ertsgebergte en in Hostomitz bij Teplitz-Schönau in het Sudetenland (nu Teplice in Tsjechië). Hier waren in het laatste oorlogsjaar vanuit Karlsruhe en Berlijn installaties van Mauser naartoe gebracht om de wapenproductie buiten bereik van de oprukkende geallieerden veilig te stellen. In Oberndorf kwamen de Mauser-Werke, na de bevrijding op 20 april 1945 door Marokkaanse troepen van generaal de Lattre de Tassigny, onder Frans beheer. Het complex had tijdens de oorlog opvallend weinig schade geleden door geallieerde bombardementen - dat vooral te verklaren valt uit de beschutte ligging in het Neckartal. De fabriek werd echter door de Fransen ontmanteld en in 1946 en 1947 gedeeltelijk opgeblazen.

## Herstart
Heden ten dage worden er overigens weer wapens geproduceerd in Oberndorf am Neckar, echter niet alleen bij de in 1956 heropgerichte Mauser-Werke maar ook bij de firma Heckler & Koch. Deze laatste produceert ook moderne infanteriewapens, iets waar de firma Mauser niet meer aan toe gekomen is. Wel heeft zij een naam hoog te houden op het gebied van jachtwapens. Militaire productie vindt bij Mauser nog wel plaats op het gebied van boordwapens voor gevechtsvliegtuigen, zoals de Eurofighter en de Saab Gripen. De Mauser-Werke vormen sinds 2004 onderdeel van Rheinmetall Waffe Munition GmbH maar blijven als merknaam voortbestaan.